# Paviljongen Hvilan

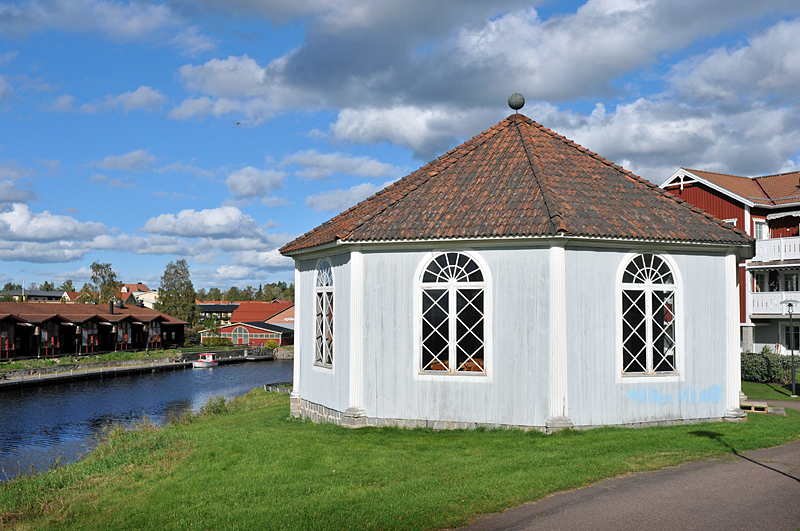

Paviljongen Hvilan är idag den enda byggnaden som återstår av “Kallvattenkur-Inrättningen i Lerdahl” i Rättviks kommun i Dalarna. Paviljongen är en åttakantig byggnad uppförd av trä, 11 meter i diameter. Invändigt är väggarna dekorerade av kyrkomålaren Olof Hofrén. Verksamheten vid kuranstalten bedrevs mellan 1848 och 1856.
Byggnaden byggnadsminnesförklarades 1988.